# Polycyrtus dahianae
Polycyrtus dahianae är en stekelart som beskrevs av Zuniga 2004. Polycyrtus dahianae ingår i släktet Polycyrtus och familjen brokparasitsteklar. Inga underarter finns listade i Catalogue of Life.